# Pakistanische Rüstungsindustrie
Die Pakistanische Rüstungsindustrie, das heißt die Produktion des Pakistanischen Verteidigungsministeriums, wurde im September 1991 geschaffen, um den Flickenteppich der militärischen Produktionsstätten im Lande, der sich seit der Unabhängigkeit entwickelt hatte, zu koordinieren und die Entwicklung voranzutreiben. Das Ministerium beinhaltet sieben weitere spezialisierte Organisationen, die sich um Forschung und Entwicklung, Produktion und Verwaltung kümmern.
Die Marine wird hauptsächlich von einer Einrichtung bei der Werft von Karatschi versorgt, die aber nur begrenzte Produktionskapazitäten hat. 1987 wurde die Entwicklung einer Reparatur- und Neubaustätte für Uboote beim Port Muhammad Bin Qasim begonnen. Anfang des Jahres 2000 führte ein gemeinsames Projekt mit China zur Entwicklung der JF-17 Thunder und des Al-Khalid-Panzers. Pakistan leitete Schritte ein, um künftig unabhängig bei der Flugzeugmodernisierung und bei Panzer- und Hubschrauberkäufen zu werden. Technologieaustausch mit Frankreich führte in den späten 1990er und frühen 2000er Jahren zur Konstruktion des Agosta 90B-Uboots. Mittlerweile nimmt Pakistan aktiv an Joint Production Projects (deutsch etwa gemeinsamen Produktionsprogrammen) teil, hierzu zählen der Al-Khalid 2, das Advanced Trainer Aircraft (deutsch fortschrittliches Schulflugzeug), Kampfflugzeuge, Kriegsschiffe und Uboote.
Nach dem Erfolg ihrer Hauptentwicklungen in der Rüstungsindustrie wurde die Defence Export Promotion Organisation (D.E.P.O., deutsch Verteidigungsexport-Förderungs-Organisation) geschaffen, um die pakistanischen Rüstungsgüter in der Welt zu vermarkten, indem große und kleine Kunden zur I.D.E.A.S.-Ausstellung eingeladen werden, die jährlich im Expo-Center in Karatschi abgehalten wird. Jüngsten Berichten zufolge belief sich der Wert der pakistanischen Waffenexporte auf 500 Millionen US-Dollar im Jahr 2006 und wächst seitdem jährlich.

## Standorte
- Pakistan Aeronautical Complex (PAC)
- Pakistan Ordnance Factories (POF)
- Heavy Industries Taxila (HIT)
- Karachi Shipyard and Engineering Works (KSEW)

## Waffen und Ausrüstung

### Handfeuerwaffen
- Heckler & Koch MP5A5 – ein Lizenzbau der deutschen 9-mm-Maschinenpistole
- MG3 – ein Lizenzbau des deutschen 7,62-mm-Maschinengewehrs
- SMG PK – Typ 1 und 2, ein Derivat der deutschen MP5K
- Heckler & Koch G3A3/4 – ein Lizenzbau des deutschen 7,62-mm-Sturmgewehrs
- Heckler & Koch PSG1 - ein Lizenzbau des deutschen Scharfschützengewehres
- Type 54, eine 12,7-mm-Maschinengewehr zur Flugabwehr
- POF Eye

### Kampfpanzer
- Al-Khalid
- Al-Zarrar

### Gepanzerte Truppentransporter
- Al-Talha, ein fünfachsiger Truppentransporter
- Al-Hadeed, der Al-Talha als Bergepanzer
- Al-Hamza, der Al-Talha als Schützenpanzer
- Maaz, eine Variante des Al-Talha der mit Baktar Shikan-Panzerabwehrraketen ausgerüstet ist
- Al-Qaswa, ein gepanzertes Logistikfahrzeug auf Basis des Al-Talha
- Saad, die sechsachsige Version des Al-Talha
- Sakb, der Al-Talha als Führungsfahrzeug[3]

### Mehrfachraketenwerfer
- T-83 Azar (122 mm)

### Panzerabwehrlenkwaffen
- Baktar-Shikan

### Flugabwehr
- Anza MK I, Boden-Luft-Rakete auf Basis der 9K32 Strela-2
- Anza MK II, Boden-Luft Rakete
- Anza MK III, Boden-Luft Rakete

## Raketen
- Hatf-I/IA/IB (Kurzstreckenrakete, Battlefield Range)
- Abdali (Rakete) (Kurzstreckenrakete)
- Ghaznavi-I (Kurzstreckenrakete)
- Shaheen-I (Mittelstreckenrakete)
- Ghauri-I (Mittelstreckenrakete)
- Ghauri-II (Mittelstreckenrakete mit größerer Reichweite, Intermediate-Range)
- Shaheen-II (Mittelstreckenrakete mit größerer Reichweite)
- Hatf VII Babur (Marschflugkörper)
- Ra’ad (Marschflugkörper)
- Ghauri-III (Mittelstreckenrakete mit größerer Reichweite un Flüssigkeitsraketentriebwerk, Entwicklung eingestellt)
- Shaheen-III (Mittelstreckenrakete mit größerer Reichweite (2750 km) und Feststoffraketentriebwerk)

## Flugzeuge
- PAC JF-17 Thunder, Mehrzweckkampfflugzeug
- K-8P Karakorum, ein Fortgeschrittenen-Trainer
- MFI-17 Mushshak, ein Anfänger-Trainer
- MFI-395 Super Mushshak, ein Anfänger-Trainer

## Uboote
- Agosta 90B
- Cosmos-Klasse MG110 (Mini-Uboot)

## Patrouillenboote
- Jalalat II-Klasse (kleines Patrouillenboot)
- Larkana-Klasse (großes Patrouillenboot)